# Villaro
Villaro ou Arenaza (em castelhano), ou Areatza ou Bilaro (em basco) é um município da Espanha na província da Biscaia, comunidade autónoma do País Basco, com 9,1 km² de área. Em 2021 tinha 1 271 habitantes (densidade: 139,7 hab./km²).

## Demografia
| Variação demográfica do município entre 1991 e 2004 | Variação demográfica do município entre 1991 e 2004 | Variação demográfica do município entre 1991 e 2004 | Variação demográfica do município entre 1991 e 2004 |
| --------------------------------------------------- | --------------------------------------------------- | --------------------------------------------------- | --------------------------------------------------- |
| 1991                                                | 1996                                                | 2001                                                | 2004                                                |
| 1152                                                | 1096                                                | 1031                                                | 1021                                                |